# Данска народна партија
Данска народна партија (дан. Dansk Folkeparti, DF) је националистичка политичка странка у Данској. Председник странке је Кристијан Тулесен Дал.

## О странци
ДНП је основана 6. октобра 1995. године од бивших чланова Напредне партије. ДНП себе сврстава на политички спектар умерене деснице, иако се њеним постпупцима то оповргава. ДНП је жестоко против ислама и комунизма. Према претпоставкама и анализама ДНП углавном подржавају радници и сиромашни, а тек онда дански националисти, монархисти и клерикалци.
Током 2001. године ДНП је подржавао владу либерала и конзервативаца. ДНП је подржала одлазак данских трупа у Ирак и Авганистан. Током 2006. године ДНП је штампала стрип у којем је вређала исламског пророка Мухамеда и ислам.
На изборима 2007. године ДНП је освојила 13,8% гласова. ДНП је чланица Алијансе за Европу нација. На европским изборима 2009. године освојила је 8% гласова.

## Главни програмски циљеви
- Иступање Данске из ЕУ;
- Задржавање националне монете Круне а забрана Евра;
- Подршка Израелу и САД у борби против исламиста;
- Увођење санкција дитаторским режеимима (посебно комунистичким и исламским);
- Спречавање нелегалне емиграције и асимилације истих у данско друштво;
- Пооштравање затворских казни за прекршитеље закона;
- Поштовање Националне цркве;
- Заштита животне средине и права животиња;

## Изборни резултати
- 1998 — 13 — 252,429 — 7.4%
- 2001 — 22 — 413,987 — 12%
- 2005 — 24 — 444,205 — 13.2%
- 2007 — 25 — 478,638 — 13.8%
- 2011 — 22 — 436,726 — 12.3%
- 2015 — 37 — 741,539 — 21.1%